# Бойл, Эммет
Эммет Дерби Бойл (англ. Emmet Derby Boyle; 26 июля 1879 — 3 января 1926) — американский политик, 13-й губернатор Невады.

## Биография
Эммет Дерби Бойл родился 26 июля 1879 года в Голд-Хилл, штат Невада. Работал горным инженером, с 1915 по 1923 год был губернатором штата Невада, также был президентом торгово-промышленной палаты Рино.
Будучи губернатором, Бойл стал известен своим неприятием бокса. В 1918 году он не позволил провести в штате поединок между Фредом Фултоном и Джессом Уиллардом.
После ухода на пенсию с должности губернатора, Бойл издавал Nevada State Journal.
Бойл умер 3 января 1926 года в Рино, штат Невада, в возрасте 46 лет.